# Stéphane Casalta
Stéphane Casalta (Santa Reparata di Balagna, 6 novembre 1968) è un cantante e chitarrista francese.

## Biografia
Nato in Corsica vicino Isola Rossa, a undici anni entra nel gruppo polifonico còrso A filetta con cui incide due album, nel 1992 lascia il gruppo e fonda i Giramondu gruppo che unisce la tradizionale musica isolana con la world music. Dopo aver inciso due album nel 2001 comincia la carriera solista e incide il suo esordio Una preghera a Firenze e collaborano con lui Patrizia Gattaceca e Jean-Paul Poletti e al suo Coro di Sartene. Nel 2005 incide il suo secondo album con l'ex chitarrista de I Muvrini, Jean-Bernard Rongiconi e rinnova la collaborazione con Patrizia Gattaceca. 
Nel 2007 incontra per la prima volta la cantante algherese Franca Masu, nativa di un'isola linguistica catalana in Sardegna i due formaranno il duo Genminas e nel 2009 hanno fatto un tour per la Sardegna unendo le diverse estrazioni musicali dei due cantanti oltre che culture e musiche del Mediterraneo. Dopo questo progetto incide il suo album nel 2011, Fantasia. 
Nel 2013 comincia a collaborare con la cantante genovese Roberta Alloisio con cui tiene il suo primo concerto a Genova, che poi sfocerà nel 2016 nel progetto "Animantiga – Voci tra Corsica e Liguria" con cui collaborano molti artisti italiani e còrsi.

## Discografia

### Con i A Filetta
- 1989 - A u visu di tanti
- 1992 - Ab'eternu

### Con i Giramondu
- 1995 - Un' ideale
- 1999 - Mediterraniu

### Solista
- 2001 - Una preghera
- 2003 - Sumenta d'ideale
- 2007 - Terra è celu
- 2011 - Fantasia
- 2014 - I vascelli